# قلعه اوکو
قلعه اوکو (به ژاپنی: 岡豊城, Okō-jō) یک قلعه ژاپنی بود که در آکیتا (شهر) در نانکوکو، کوچی، استان کوچی، ژاپن قرار داشت. این قلعه به خاندان چوسوکابه تعلق داشته است.